# Соляной налог
Соляно́й нало́г — существовавший во многих странах в разное время налог на соль; имел важное преимущество с точки зрения финансовой системы, а именно удобство взимания, вследствие чего и удерживался во многих налоговых системах.
Производство соли обыкновенно сосредоточивается в немногих пунктах страны, а иногда этого достигают путём искусственной регламентации; так, во Франции, в 1885 году, было всего 22 самостоятельных соляных предприятия. В таких условиях взимание налога очень облегчено и обходится дёшево.
Падая на предмет первой необходимости, соляной налог считается худшим видом поголовного налога: он способствует удорожанию сырья для многих отраслей промышленности, особенно для скотоводства и рыболовства.
Помимо значения соли для человека, соль важна как корм для скота и как средство удобрения почвы, а также в промышленном отношении: почти все страны, где существовал налог на соль, снабжали многие отрасли промышленности беспошлинной солью, а это легко приводило к контрабанде и требовало очень сложного контроля над употреблением беспошлинной соли. Но соль не имела суррогатов, и в силу этого её обложение обещало хороший доход. Только с ростом влияния малоимущих классов значение этого источника доходов начало снижаться. Большую роль в процессе уничтожения соляного акциза в Англии играли и интересы развивающейся промышленности: отмена акциза на соль способствовала развитию английской химической промышленности.

## Формы обложения
Формы обложения соли:
- государство захватывает в свои руки всю добычу и оптовую продажу соли, но оставляет вполне свободной её розничную продажу (соляная регалия в Австрии и Италии);
- государство берёт в свои руки только продажу соли;
- государство устанавливает определённый акциз на соль (Франция). В России соляной акциз был отменён в 1880 году.

### Соляная регалия
В Австрии всякое лицо, открывшее соляной источник, должно было в течение известного промежутка времени поставить об этом в известность местное финансовое управление; если источник был найден годным для эксплуатации, он приобретался в казну, в противном случае засыпался, чтобы предупредить тайную добычу соли.
Вся добытая соль поступала в казённые магазины, откуда продавалась по установленной цене, в несколько раз превышающей стоимость добычи; для промышленных целей соль отпускалась по пониженной цене.

### Конскрипция соли
При слабости правительственного механизма и дурном составе чиновничества существование соляной монополии не гарантировало фиск от контрабандной добычи соли или её провоза в страну, вследствие чего нередко устанавливалась так называемая конскрипция соли, то есть обязательная для каждого выборка известного количества соли. Так, например, при Фридрихе Великом на каждое лицо полагалось выбирать по 15,5 фунтов соли, на корову — по 7 3/4 фунта; то же самое количество соли нужно было выбрать на каждые 10 овец.

## Налоги по странам

### Французский налог
Во Франции с XIV века существовала соляная регалия; вся страна делилась на округа, с разным уровнем цен на соль. Налог был очень высок, и это обстоятельство, а также разнообразие цен в зависимости от района вызывало страшную контрабанду. Особые сыщики ходили по домам, пробуя соль, чтобы удостовериться, получена ли она из казённых магазинов; в случае открытия контрабандной соли виновные подвергались тяжёлым наказаниям.
Со временем во Франции ввели акциз на соль. Всё производство соли находилось там под строгим контролем, но от налога освобождалась соль, шедшая в корм скоту, на производство соды и для целей рыболовства. Стеснительные условия, которыми был обставлен отпуск соли для целей рыболовства, сильно препятствовали развитию последнего.

### Российский налог
В России система получения дохода с соли много раз менялась: то устанавливалась регалия, то вводился налог, то соляная промышленность отдавалась на откуп. В 1862 году окончательно был установлен акциз на соль, и в этой форме он просуществовал около 20 лет. Высочайшим указом 23 ноября 1880 года соляный акциз был отменён.
Ещё комиссия для исследования сельского хозяйства 1873 года указала на вредные последствия этого налога для русского скотоводства, а в 1879 и 1880 гг. русское купечество на нижегородской ярмарке представило правительству ходатайство об отмене налога на соль.
Отмена налога на соль была встречена очень сочувственно русским обществом. Земледельческий характер страны, преобладание в составе пищи населения растительных веществ обуславливало большую потребность в соли. Замечено, что в тех местностях, где есть солончаки на выгонах и пастбищах, овцы отличаются рослостью, способностью к нагулу и хорошим качеством мяса и овчины.
Соляной налог был в Российской империи не одинаков для разных местностей страны: он колебался в пределах от 8 до 30 коп. за пуд и тем самым уравновешивал различную стоимость добычи соли в разных местностях России. Это считалось своего рода покровительственной политикой относительно некоторых районов добычи. С уничтожением налога на соль некоторые солеварни должны были прекратить добычу соли. Однако, отмена налога сильно подняла добычу соли в других местах: в пятилетие, предшествующее отмене (1876—1880), соли было добыто 54 миллиона пудов, а в пятилетие, последующее за отменой, — 78,3 миллиона пудов, то есть более, чем на целых 45 %. Цена на соль также значительно понизилась: прежде соль продавалась по 50 коп. — 1 руб. за пуд, после отмены — по 20—40 коп.
В 1892 году министерством финансов был поставлен вопрос о восстановлении налога на соль, но безрезультатно.